# Dodge & Cox
Dodge & Cox — американская компания по управлению активами.
Размер активов под управлением — $300 млрд на 30 июня 2017 года.

## История
Основана в 1930 году Вандёйном Доджем (Van Duyn Dodge) и Моррисом Коксом (Morris Cox).

## Деятельность
Привлекает как частных клиентов для вложений в инвестиционные фонды, так и оказывает услуги доверительного управления институциональным клиентам с активами $120 млрд. В 2015 году заняла 67-е место среди 500 крупнейших инвестфирм мира по размеру активов под управлением ($259,5 млрд).
Крупнейшие фонды компании.
- Dodge & Cox Stock Fund — основан в 1965 году, активы под управлением составляют $56 млрд
- Dodge & Cox International Stock Fund — активы под управлением составляют $63 млрд, инвестированы в 91 крупную компанию вне США
- Dodge & Cox Balanced Fund — основан в 1931 году, активы под управлением составляют $14,62 млрд
- Dodge & Cox Income Fund — активы под управлением составляют $44 млрд, инвестированы преимущественно в корпоративные облигации 930 компаний, в том числе Bank of America, Macy’s и Time Warner.

## Руководство
- Дана Мортон Эмери (Dana Morton Emery) — президент.
- Томас Мартин Мистель (Thomas Martin Mistele) — операционный директор.
- Катерина Мария Примас (Katherina Marie Primas) — вице-президент.
- Браен Кэмирон (Bryan Cameron) — директор, вице-президент и портфельный менеджер.[5]

## Акционеры
Крупнейшие владельцы акций Dodge & Cox на 2017 год.
- Дана Мортон Эмери (Dana Morton Emery) — 10 %
- Чарльз Браен Кэмирон (Charles Bryan Cameron) — 10 %
- Диана Шаймес Страндберг (Diana Shames Strandberg) — 10 %
- Томас Салливан Дуган (Thomas Sullivan Dugan) — 10 %
- Чарльз Фредерик Поль (Charles Frederick Pohl) — 10 %
- Дэвид Клинтон Хефт (David Clinton Hoeft) — 10 %
- Топ-менеджеры, владеющие менее 5 % — 30 %
- Неизвестные (Unknown) — 10 %